# Germán Chiaraviglio
Germán Pablo Chiaraviglio Ermácora (ur. 16 kwietnia 1987 w Santa Fe) – argentyński lekkoatleta, tyczkarz. Trzykrotny medalista igrzysk panamerykańskich, dwukrotny złoty medalista igrzysk Ameryki Południowej, pięciokrotny mistrz Ameryki Południowej, złoty medalista halowych mistrzostw Ameryki Południowej, czterokrotny złoty medalista mistrzostw ibero-amerykańskich, trzykrotny olimpijczyk (Pekin, Rio de Janeiro, Tokio).
Zdobywca złotych medali mistrzostw świata w kategoriach wiekowych U18 i U20. Wielokrotny złoty medalista mistrzostw Ameryki Południowej w kategoriach wiekowych U18, U20 i U23 oraz złoty medalista mistrzostw panamerykańskich U20.

## Przebieg kariery
W latach 2002–2006 regularnie startował w międzynarodowych imprezach lekkoatletycznych na szczeblu juniorskim – na nich osiągał spore sukcesy, między innymi zdobył dwa medale mistrzostw świata juniorów (złoty w 2006 roku, srebrny zaś w 2004 roku). W 2004 roku wywalczył pierwszy w karierze medal międzynarodowych lekkoatletycznych mistrzostw seniorów, na mistrzostwach ibero-amerykańskich zdobył brązowy medal, natomiast rok później został brązowym medalistą mistrzostw Ameryki Południowej. W 2006 roku sięgnął po pierwszy w karierze tytuł mistrza kontynentu. Na rozgrywanych w Rio de Janeiro igrzyskach obu Ameryk otrzymał brązowy medal, a także wystąpił na mistrzostwach świata w Osace, na których odpadł w eliminacjach.
Olimpijski debiut zaliczył w 2008 roku, podczas igrzysk w Pekinie spalił w fazie eliminacji wszystkie trzy próby, w związku z czym nie został sklasyfikowany.
W latach 2012–2016 zdobył kolejne trzy złote medale mistrzostw ibero-amerykańskich, natomiast w 2015 roku po dziewięcioletniej przerwie zdobył kolejny tytuł mistrza Ameryki Południowej. Brał udział w mistrzostwach świata w Pekinie, na których udało mu się zakwalifikować do finału i zająć w nim 9. miejsce.
W 2016 roku po raz drugi przystąpił do startu w ramach igrzysk olimpijskich. Udało mu się awansować do finału, który ukończył na 11. miejscu z rezultatem 5,50 m – Argentyńczyk wyprzedził jedynie reprezentanta Łotwy Paulsa Pujātsa, który nie zaliczył żadnej wysokości.
W 2017 roku trzeci raz w karierze wystąpił na światowym czempionacie, jednak względem startu mającego miejsce dwa lata wcześniej zakończył swój udział na eliminacjach. W 2020 roku został pierwszym w historii złotym medalistą halowych mistrzostw Ameryki Południowej.
Został zgłoszony do startu podczas igrzysk olimpijskich w Tokio, nie wystartował w nich z powodu dodatniego wyniku testu na obecność koronawirusa.

## Osiągnięcia
| Rok     | Zawody                                             | Miasto              | Miejsce | Wynik  |
| ------- | -------------------------------------------------- | ------------------- | ------- | ------ |
| 2002    | Mistrzostwa Ameryki Południowej juniorów młodszych | Asunción            | złoto   | 4,75   |
| 2003    | Mistrzostwa Ameryki Południowej juniorów           | Guayaquil           | złoto   | 5,16   |
| 2003    | Mistrzostwa świata juniorów młodszych              | Sherbrooke          | złoto   | 5,15   |
| 2003    | Mistrzostwa panamerykańskie juniorów               | Bridgetown          | złoto   | 5,15   |
| 2004    | Mistrzostwa świata juniorów                        | Grosseto            | srebro  | 5,45   |
| 2004    | Mistrzostwa ibero-amerykańskie                     | Huelva              | brąz    | 5,30   |
| 2004    | Mistrzostwa Ameryki Południowej juniorów młodszych | Guayaquil           | złoto   | 5,20   |
| 2005    | Mistrzostwa Ameryki Południowej                    | Cali                | brąz    | 5,10   |
| 2005    | Mistrzostwa panamerykańskie juniorów               | Windsor             | złoto   | 5,40   |
| 2006    | Mistrzostwa ibero-amerykańskie                     | Ponce               | złoto   | 5,70   |
| 2006    | Mistrzostwa świata juniorów                        | Pekin               | złoto   | 5,71   |
| 2006    | Puchar Świata                                      | Ateny               | brąz    | 5,70   |
| 2006    | Mistrzostwa Ameryki Południowej                    | Tunja               | złoto   | 5,40 = |
| 2006    | Młodzieżowe mistrzostwa Ameryki Południowej        | Buenos Aires        | złoto   | 5,65   |
| 2007    | Mistrzostwa Ameryki Południowej                    | São Paulo           | srebro  | 5,40   |
| 2007    | Igrzyska panamerykańskie                           | Rio de Janeiro      | brąz    | 5,20   |
| 2007    | Mistrzostwa świata                                 | Osaka               | 12. H   | 5,55   |
| 2008    | Igrzyska olimpijskie                               | Pekin               | NH H    | N/A    |
| 2008    | Młodzieżowe mistrzostwa Ameryki Południowej        | Lima                | złoto   | 5,10   |
| 2011    | Mistrzostwa Ameryki Południowej                    | Buenos Aires        | srebro  | 5,30   |
| 2011    | Igrzyska panamerykańskie                           | Guadalajara         | 4.      | 5,50   |
| 2012    | Mistrzostwa ibero-amerykańskie                     | Barquisimeto        | złoto   | 5,40   |
| 2013    | Mistrzostwa Ameryki Południowej                    | Cartagena de Indias | srebro  | 5,40   |
| 2014    | Igrzyska Ameryki Południowej                       | Santiago            | srebro  | 5,35   |
| 2014    | Mistrzostwa ibero-amerykańskie                     | São Paulo           | złoto   | 5,20   |
| 2015    | Mistrzostwa Ameryki Południowej                    | Lima                | złoto   | 5,70   |
| 2015    | Igrzyska panamerykańskie                           | Toronto             | srebro  | 5,75   |
| 2015    | Mistrzostwa świata                                 | Pekin               | 9.      | 5,65   |
| 2016    | Mistrzostwa ibero-amerykańskie                     | Rio de Janeiro      | złoto   | 5,60   |
| 2016    | Igrzyska olimpijskie                               | Rio de Janeiro      | 11.     | 5,50   |
| 2017    | Mistrzostwa Ameryki Południowej                    | Asunción            | złoto   | 5,60   |
| 2017    | Mistrzostwa świata                                 | Londyn              | 11. H   | 5,45   |
| 2018    | Igrzyska Ameryki Południowej                       | Cochabamba          | srebro  | 5,40   |
| 2018    | Mistrzostwa ibero-amerykańskie                     | Trujillo            | srebro  | 5,20   |
| 2019    | Mistrzostwa Ameryki Południowej                    | Lima                | brąz    | 5,21   |
| 2019    | Igrzyska panamerykańskie                           | Lima                | 5.      | 5,51   |
| 2020    | Halowe mistrzostwa Ameryki Południowej             | Cochabamba          | złoto   | 5,50   |
| 2021    | Mistrzostwa Ameryki Południowej                    | Guayaquil           | złoto   | 5,55   |
| 2021    | Igrzyska olimpijskie                               | Tokio               | DNS H   | N/A    |
| 2022    | Halowe mistrzostwa Ameryki Południowej             | Cochabamba          | NH      | N/A    |
| 2022    | Mistrzostwa ibero-amerykańskie                     | La Nucia            | brąz    | 5,30   |
| 2022    | Mistrzostwa świata                                 | Eugene              | 16. H   | 5,30   |
| 2022    | Igrzyska Ameryki Południowej                       | Asunción            | złoto   | 5,45   |
| 2023    | Mistrzostwa Ameryki Południowej                    | São Paulo           | złoto   | 5,55   |
| 2023    | Mistrzostwa świata                                 | Budapeszt           | 12. H   | 5,35   |
| 2023    | Igrzyska panamerykańskie                           | Santiago            | srebro  | 5,50   |
| Źródło: |                                                    |                     |         |        |

W latach 2004–2023 zdobył czternaście tytułów mistrza Argentyny.

## Rekordy życiowe
Rekord życiowy zawodnika na stadionie to 5,75 m i został ustanowiony 21 lipca 2015 roku w Toronto (jest to też rekord Argentyny). Natomiast rekord w hali wynosi 5,60 m i został ustanowiony przez zawodnika 10 lutego 2007 roku w Doniecku (jest to również halowy rekord Argentyny oraz halowy rekord Ameryki Południowej).
W 2004 roku wynikiem 5,51 m ustanowił ówczesny rekord świata kadetów.